# 漢尼夫卡 (代拉日內市鎮)
50°54′25″N 26°4′27″E / 50.90694°N 26.07417°E
漢尼夫卡（羅馬化：Hannivka）是烏克蘭西部里夫內州里夫內區代拉日內市鎮的村莊。該村面積0.43平方公里，海拔高度185米，2001年人口113，人口密度每平方公里262.8人。